# Simmatorpsdammen
Simmatorpsdammen är en sjö i Skara kommun i Västergötland och ingår i Göta älvs huvudavrinningsområde. Sjön har en area på 0,0697 kvadratkilometer och ligger 104 meter över havet. Simmatorpsdammen tillhör Simmatorps Herrgård, en avstyckning av Simmatorps egendom, och herrgårdsbyggnaden ligger strax norr om sjön. Simmatorpsdammen är en fördämning av Afsen som har sitt flöde genom Skara. Afsen har sitt källflöde i Kattemossen norr om Stenums kyrka 4 kilometer sydöst om Skara och mynnar i Flian söder om Ardala. Dammbyggvallen är 5 meter hög och 90 meter lång och tillverkad av morän.

## Delavrinningsområde
Simmatorpsdammen ingår i det delavrinningsområde (647514-134668) som SMHI kallar för Ovan Dofsan. Medelhöjden är 102 meter över havet och ytan är 76,51 kvadratkilometer. Räknas de 37 delavrinningsområdena uppströms in blir den ackumulerade arean 739,1 kvadratkilometer. Flian som avvattnar avrinningsområdet har biflödesordning 3, vilket innebär att vattnet flödar genom totalt 3 vattendrag innan det når havet efter 219 kilometer. Delavrinningsområdet består mestadels av skog (39 %), öppen mark (12 %) och jordbruk (44 %). Avrinningsområdet har 0,06 kvadratkilometer vattenytor vilket ger det en sjöprocent på 0,1 %. Bebyggelsen i området täcker en yta av 2,36 kvadratkilometer eller 3 % av avrinningsområdet.